# MusicBee
MusicBee - безкоштовний музичний програвач, який може відтворювати та керувати аудіофайлами на системі Microsoft Windows, використовуючи аудіобібліотеку BASS.

## Можливості
- Відтворювання форматів: MP3, AAC, M4A, MPC, OGG, FLAC, APE, Opus, TAK, WavPack, WMA, WAV, MIDI, MOD, UMX, XM.
- Підтримування CDDA: програвання та рипинг (включно з CD-Text'ом) компактових дисків. Стежки можливоти рипати у швидкому або безпечному режимах, як й окремі файли або весь альбом зі вбудованим cuesheet'ом.
- Синхронізація: можливість синхронізації вмісту з комп'ютеру на мобільні пристрої (включаючи iOS), а також імпортування музичних колекцій з iTunes та Windows Media Player.
- Файловий конвертувальник: родрібне/гуртове конвертування файлів з/на будь-який формат зі збереженням метаданих.
- Беззупинкове відтворення: усуває тишу між піснями та надає відносно безпавзове відтворення музики.
- ReplayGain: виконує нормалізацію звукових рівнів певних пісень, зменшуючи та адаптуючи їхню гучність для більш плавного переходу між стежками у плейлистові.
- Управління каталогом: дозволяє керувати та змінювати назви пісень та файлів за допомогою будь-якої комбінації аудіотеґового поля, як музикант, альбом, номер пісні, або інших метаданих. MusicBee можна налаштувати на автоматичне стеження та виконання цих дій для обраних тек, тим часом дозволяючи користувачам брати участь у редагуваннях, які потребують ручного втручання.
- Скроблування: можливість ділитися інформацією про чинне прослуховування з Last.fm.
- Кастомізація Look and feel: можлива модифікація розташування та вигляду різних плеєрових елеметів, включаючи підлаштовувальне поєднання клавіш.
- Інтегрування з Minilyrics: дозволяє відображати та коригувати тексти пісень, синхронізовані з аудіофайлами.
- Вбудовані інтерфейси звукових карт WASAPI та ASIO.
- Auto DJ: користувацько-налаштовувальний плейлист, який виходить за межі стандартних налаштувань.
- Режими сну та вимкнення, для вимкнення за розклад з поступовим затиханням звуку.
- Вебскрапінг: він інтегрує Fanart.tv, а також скожих постачальників та надає зображення альбомів та музикантів, для локального музичного каталогу, у високій якості альбомів.[3]
- Підтримування плаґінів: додаткові можливості, які створено користувачами програвачу (див. нижче).

### Додаткові компоненти
- Кастомні скіни
- Музична візуалізація MilkDrop
- Веббравзер: він аналізує вебсторінки у пошуці файлів MP3, і надає користувачеві результати для прослуховування/завантажування.[4]
- Клієнт Subsonic[5]
- Додаткове керування аудіофайловими теґами
- Пультовий плаґін MusicBee та відповідний застосунок для Андроїдових пристроїв[6]